# PostNord Sverige
PostNord Sverige (voorheen Posten AB) is een Zweeds postbedrijf. In 2009 fuseerde Posten AB met het Deense Post Danmark tot PostNord AB. Het bedrijf is voor 60% in handen van de Zweedse regering en voor 40% van de Deense regering.